# 愛麗絲·尼爾
愛麗絲·尼爾（英語：Alice Neel）是一位美國視覺藝術家。尼爾因其朋友、家人、戀人、詩人、藝術家和陌生人的畫作而受到認可，被認為是20世紀最偉大的美國肖像畫家之一。她的職業生涯橫跨1920年代至1980年代。
她的畫作具有表現主義的線條和色彩運用、敏銳的心理和強烈的情感。在抽象主義受到青睞的時期，她開始了具象畫家的職業生涯，直到1960年代，她的作品才開始獲得評論界的讚譽。她的作品與先前男性藝術家對女性的傳統且客觀化的裸體描繪相矛盾並提出了挑戰 。愛麗絲·尼爾透過女性凝視來描繪女性，說明她們意識到男性的客體化和男性凝視造成的負面效應。